# Ave del año
Ave del año es una iniciativa creada en 1988 por la Sociedad Española de Ornitología (SEO/BirdLife) mediante la cual se elige un ave anualmente (excepto en 1989 y 1991) para poner de manifiesto las amenazas que pesan sobre esa especie concreta.
La especie se selecciona tanto por su grado de amenaza como por que resulte representativa de ecosistemas o comunidades amenazados.
Esta iniciativa es corriente entre varias de las ONG incluidas dentro de BirdLife International:
- Alemania, NABU Vogel des Jahres, desde 1971[3]

- Armenia, ASPB Bird of the year, desde 2009

- Suiza, Schweizer Vogelschutz Vogel des Jahres

- Bielorrusia,

## Aves del Año en España

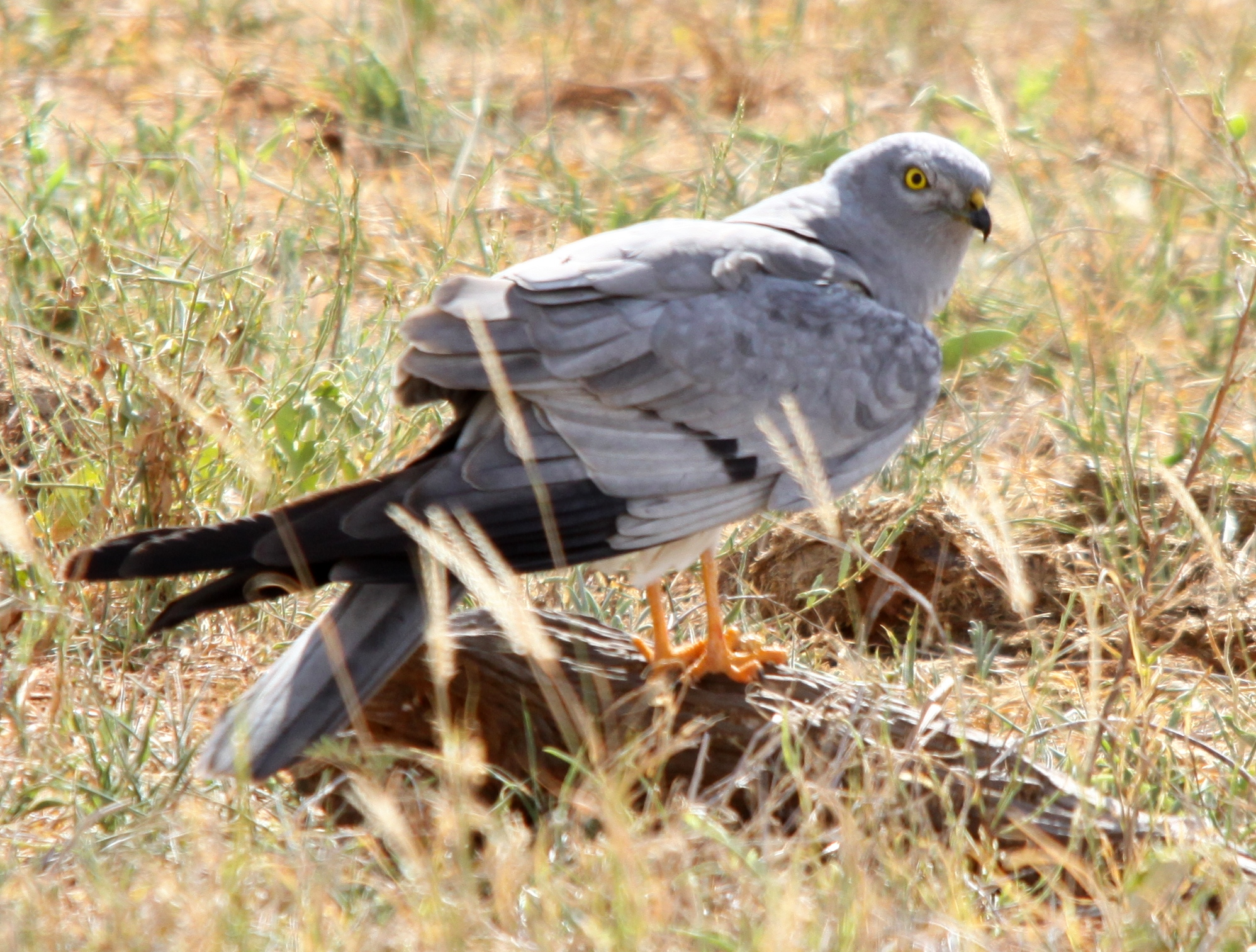
Circus pygargus, Ave del Año 2023.

(Los años 1989 y 1991 no se designó al Ave del Año)
- 1988: Ganga ortega
- 1990: Quebrantahuesos
- 1992: Cigüeña blanca
- 1993: Cernícalo primilla
- 1994: Garcilla cangrejera
- 1995: Paloma turqué
- 1996: Martín pescador
- 1997: Cerceta pardilla
- 1998: Milano real
- 1999: Urogallo
- 2000: Águila imperial
- 2001: Pardela balear
- 2002: Focha moruna
- 2003: Arao común
- 2004: Avutarda común
- 2005: Águila perdicera
- 2006: Alondra ricotí
- 2007: Paiño europeo[4]
- 2008: Pato colorado[5]
- 2009: Escribano palustre[6]
- 2010: Buitre negro[7]
- 2011: Mochuelo común[8]
- 2012: Carraca europea[9]
- 2013: Pardela cenicienta[10]
- 2014: Golondrina común[11]
- 2015: Tórtola europea[12]
- 2016: Gorrión común[13]
- 2017: Sisón común[14]
- 2018: Lechuza común[15]
- 2019: Chorlitejo patinegro[16]
- 2020: Codorniz[17]
- 2021: Vencejo común[18]
- 2022: Cercotrichas galactotes[19]
- 2023: Circus pygargus[20]
- 2024: Avetoro común[21]
- 2025: Treparriscos[22]